# Dunaszekcső, Baranya
Dunaszekcső (în germană Seetsche) este un sat în districtul Mohács, județul Baranya, Ungaria, având o populație de 2.040 de locuitori (2011).

## Demografie
Componența etnică a satului Dunaszekcső
     Maghiari (81,1%)
     Germani (13,59%)
     Romi (3,86%)
     Necunoscut (0,42%)
     Alții (1,03%)
Componența confesională a satului Dunaszekcső
     Romano-catolici (62,11%)
     Fără religie (6,42%)
     Reformați (6,32%)
     Atei (1,27%)
     Necunoscută (22,6%)
     Alte religii (1,76%)
Conform recensământului din 2011, satul Dunaszekcső avea 2.040 de locuitori. Din punct de vedere etnic, majoritatea locuitorilor (81,1%) erau maghiari, existând și minorități de germani (13,59%) și romi (3,86%). Apartenența etnică nu este cunoscută în cazul a 0,42% din locuitori.  Din punct de vedere confesional, majoritatea locuitorilor (62,11%) erau romano-catolici, existând și minorități de persoane fără religie (6,42%), reformați (6,32%) și atei (1,27%). Pentru 22,6% din locuitori nu este cunoscută apartenența confesională.